# دالاس رابرتس
دالاس رابرتس (انگلیسی: Dallas Roberts؛ زادهٔ ۱۰ مهٔ ۱۹۷۰) یک بازیگر سینما، و هنرپیشه اهل ایالات متحده آمریکا است.
از فیلم‌ها یا برنامه‌های تلویزیونی که وی در آن نقش داشته‌است می‌توان به سر به راه باش، ۱۰ به یوما، خاکستری، گذر از زمستان، بتی پیج بدنام و دوست من دامر اشاره کرد.